# Belagodu, Sakleshpur
Belagodu là một làng thuộc tehsil Sakleshpur, huyện Hassan, bang Karnataka, Ấn Độ.